# Arabat-Bucht
Die Arabat-Bucht (ukrainisch Арабатська затока, russisch Арабатский залив, tatarisch Arabat körfezi) ist eine Meeresbucht im Südwesten des Asowschen Meeres.
Die im Osten der Krim gelegene Bucht befindet sich zwischen der Arabat-Nehrung im Westen, der Halbinsel Kertsch im Süden und dem Kap Kasantyp im Osten.
Die Bucht ist 22 km tief, bis zu 40 km breit und hat eine Wassertiefe von 8 bis 9 m.
Im Osten der Bucht liegt das Dorf Kamjanske (Кам'янське), in dessen Nähe die Ruinen der türkischen Festung Arabat  liegen. Im Westen der Arabat-Bucht liegt die Stadt Schtscholkine, die als Tourismus - und Kurort bekannt ist.